# Vrai Cep

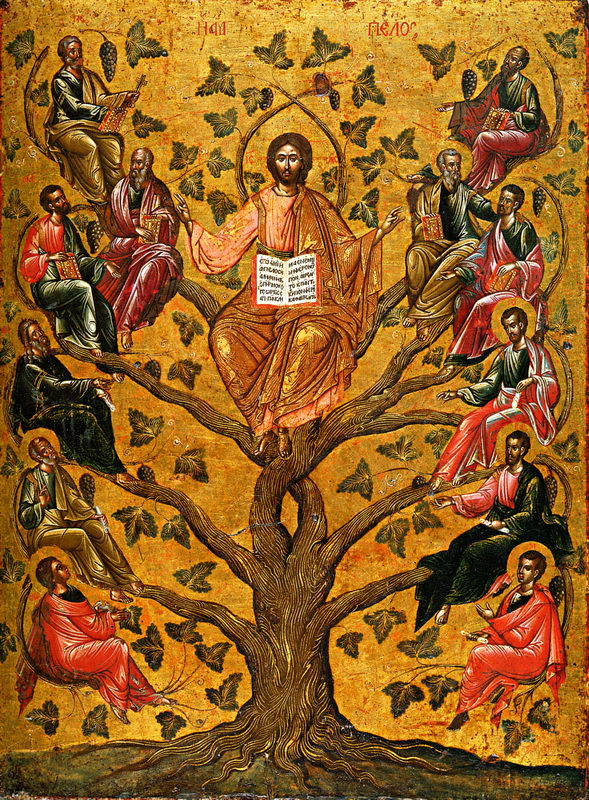
Christ vrai cep, XVIe siècle, icône grecque

Le Vrai Cep (grec ancien ἡ ἄμπελος ἡ ἀληθινή hē ámpelos hē alēthinē) est une allégorie formulée par Jésus. Elle est citée dans l'Évangile selon Jean. C’est la dernière des sept paroles en « Je suis » rapportées dans cet évangile.
Le texte souligne l'importance pour le croyant de rester attaché au « vrai cep » qui symbolise le Christ, afin de porter « du fruit en abondance ». Les fruits, à l'instar de la relation entre le sarment et le plant principal par la sève qui circule entre les deux, peuvent se référer à beaucoup d'autres passages bibliques>.

## Texte
Évangile selon Jean, chapitre 15, versets 1 à 8 :
« Je suis le vrai cep, et mon Père est le vigneron. Tout sarment qui est en moi et qui ne porte pas de fruit, il le retranche; et tout sarment qui porte du fruit, il l'émonde, afin qu'il porte encore plus de fruit. Déjà vous êtes purs, à cause de la parole que je vous ai annoncée. Demeurez en moi, et je demeurerai en vous. Comme le sarment ne peut de lui-même porter du fruit, s'il ne demeure attaché au cep, ainsi vous ne le pouvez non plus, si vous ne demeurez en moi. Je suis le cep, vous êtes les sarments. Celui qui demeure en moi et en qui je demeure porte beaucoup de fruit, car sans moi vous ne pouvez rien faire. Si quelqu'un ne demeure pas en moi, il est jeté dehors, comme le sarment, et il sèche; puis on ramasse les sarments, on les jette au feu, et ils brûlent. Si vous demeurez en moi, et que mes paroles demeurent en vous, demandez ce que vous voudrez, et cela vous sera accordé. Si vous portez beaucoup de fruit, c'est ainsi que mon Père sera glorifié, et que vous serez mes disciples. »
Traduction d'après la Bible Louis Segond.

## Interprétation

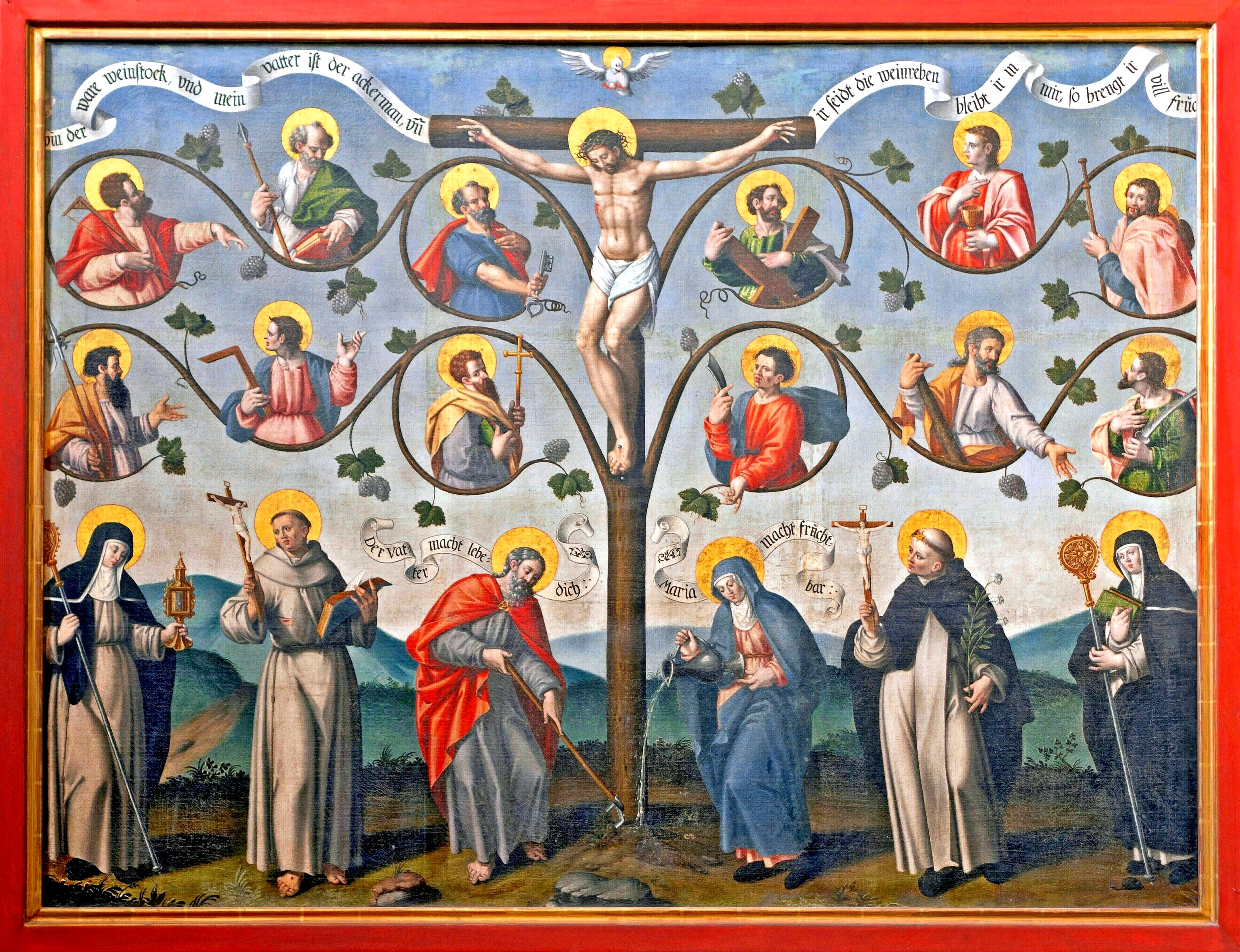
Le Vrai Cep, tableau de la collégiale Saint-Castor (Allemagne).

Pour Augustin d'Hippone, les sarments sont dans la vigne afin de recevoir d'elle leur principe de vie. Les humains doivent rester attacher aux vertus données, à la parole transmise par le Christ afin de donner des fruits sains .
Benoît XVI aborde le sujet de la liberté et des préceptes divins. Mélanger les deux n'est pas incompatible. ; il faut écouter Dieu et il nous donnera la force pour créer et marcher dans notre chemin. La récolte spirituelle sera alors abondante.